# حنان وحنين (مسلسل)
حنان وحنين مسلسل مصري إنتاج 2007، إخراج وتأليف إيناس بكر.

## قصة المسلسل
رؤوف مهندس مصري هاجر إلى أمريكا بعد فشل قصة حبه الأول ورفضه من قبل أهل حبيبته حنان. وعلى مدار الأحداث التي تصور 30 عامًا في حياة هذا المهندس، يلمس المشاهد حنينه لحياته في مصر رغم زواجه وإنجابه لابنته الوحيدة التي يصحبها إلى مصر بعد وفاة والدتها، حيث يتجدد حبه الأول بحنان